# Virginie Lefebvre
Pour les articles homonymes, voir Lefebvre.
Virginie Lefebvre, née le 7 juillet 1980 à Sainte-Adresse, est une médium, écrivaine, et conférencière française.
Elle est l'auteure d'ouvrages tels que De flic à médium (2018), Les Secrets de l'âme (2023) et Il y a une vie après la mort (2023). Ses conférences et son oeuvre littéraire traitent de spiritualité et tentent de démontrer la survivance de l'âme, tout en laissant à chacun sa libre interprétation des phénomènes médiumniques.

## Biographie

### Enfance et jeunesse

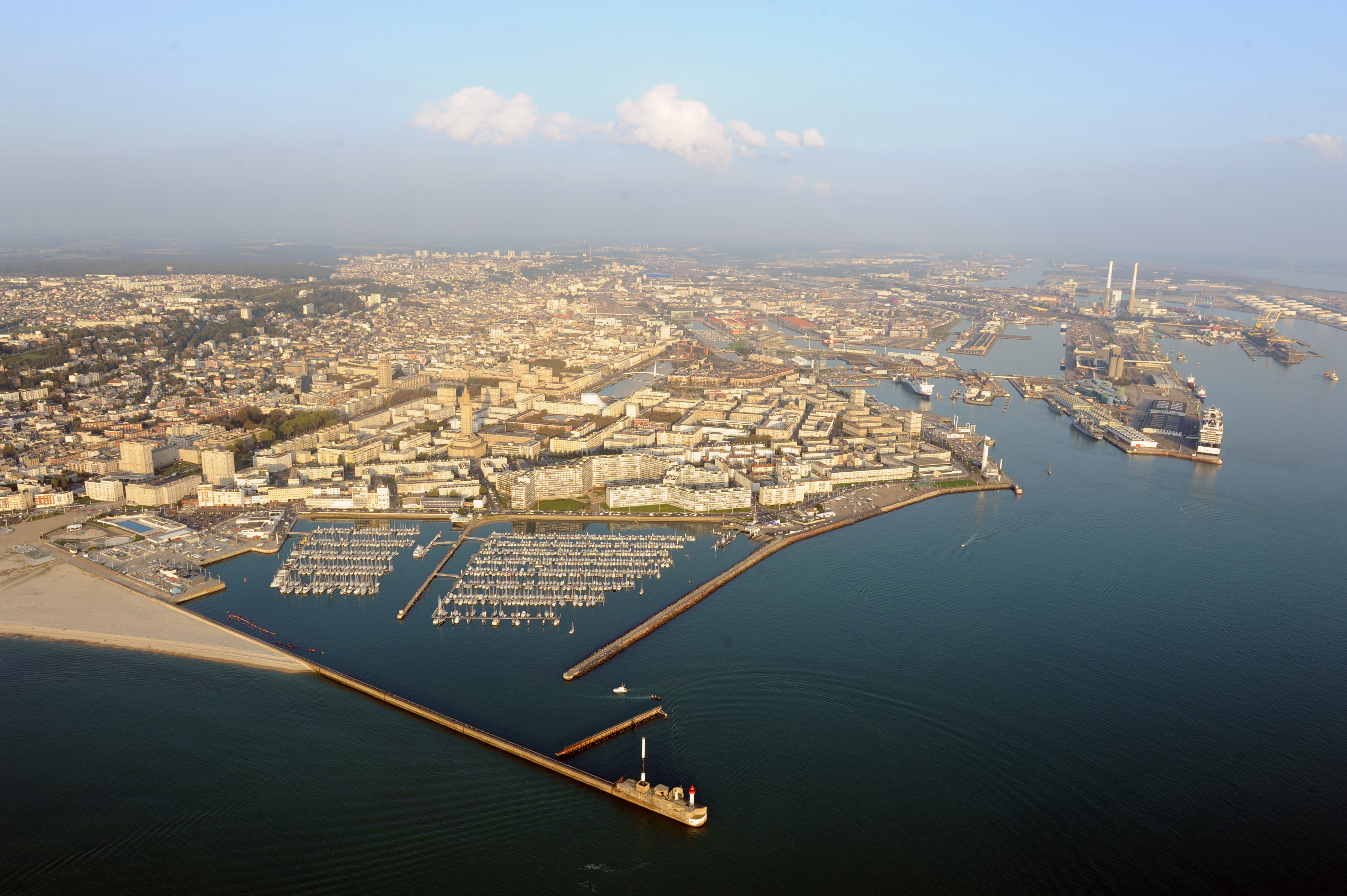
Le Havre, ville d'enfance et d'adolescence de Virginie Lefebvre

Dans son témoignage qu'elle livre à Europe 1, Virginie Lefebvre, raconte avoir développé sa capacité à percevoir le monde invisible dès l'âge de 5 ans et à avoir des flashs intuitifs. Elle découvre à 13 ans son don pour l'écriture automatique, bien qu'à l'époque cela se soit produit de manière involontaire. Au fil du temps, ces expériences se seraient intensifiées. Initialement, sa famille attribuait ces phénomènes à de simples cauchemars, mais leur perspective a changé de manière significative à la suite d'un événement marquant : Virginie Lefebvre explique s'être réveillée en pleine nuit en criant « Adieu mamie ! » juste avant que l'hôpital n'appelle pour annoncer le décès imminent de sa grand-mère. Son père a ensuite manifesté un intérêt pour la médiumnité et le magnétisme, tandis que sa mère a ressenti de la peur en la voyant pratiquer l'écriture automatique. Une de ses tantes, une thérapeute énergéticienne spécialisée en médecine alternative a pris le relais pour la conseiller. L'écriture automatique a joué un rôle majeur dans la vie de Virginie Lefebvre, devenant une technique précieuse lors de ses séances de voyance,.
Pendant son adolescence, Virginie indique qu'elle devait faire face aux risques inhérents aux communications avec l'au-delà. Chaque samedi soir, son grand frère organisait des séances de spiritisme en compagnie d'amis, et elle était régulièrement invitée.

### Début de carrière
Elle explique alors avoir développé son don de médiumnité en entrant en contact avec une personne disparue nommée Caroline. À 22 ans, elle exprime sa volonté de s'engager dans la police municipale de la ville du Havre. À l'époque de son exercice professionnel, elle se considérait comme une personne chanceuse. Elle se souvient que ses collègues étaient impressionnés par son intuition qui la guidait vers des éléments utiles pour retrouver, par exemple, l'auteur d'un délit de fuite, un voleur à l'étalage, ou des scooters volés. En juin 2016, lors d'une verbalisation, elle dit avoir perçu un flash mental qui lui aurait indiqué que la conductrice qui avait brûlé un feu rouge, venait juste d'enterrer son mari. Elle décide alors de déposer une demande de disponibilité à la municipalité afin d'exercer son métier de médium à plein temps et accompagner les familles endeuillées.

### Conférences
Virginie Lefebvre exerce également son métier au travers de conférences qu'elle donne dans toute la France .

## Œuvres littéraires

### De flic à médium(2018)
« Je suis aussi un raconteur d'histoires et je dois avouer que celle que Virginie m'a transmise lors de notre rendez-vous avait peu de chances d'être issue de son imagination »

— Bernard Werber, écrivain.
En septembre 2018, elle publie aux éditions Michel Lafon, en collaboration avec l'historienne et écrivaine Vivianne Perret, l'ouvrage De flic à médium dont la préface est signée par Bernard Werber ,. Son ouvrage interroge le phénomène de médiumnité, ainsi d'autres intervenants comme un psychiatre, un illusionniste, un prêtre ou un spécialiste de la transcommunication instrumentale apportent leur éclairage.

### Les Secrets de l'âme(2023)
Le 20 avril 2023, elle écrit Les Secrets de l'âme, dans lequel, elle raconte à travers ses expériences son don de médiumnité. À travers le récit, Virginie Lefebvre décrit le cheminement de l'âme, son passage d'un monde à l'autre, les messages que les défunts nous délivrent, ce qu'ils vivent de l'autre côté, comment ils continuent d'évoluer et ce qu'ils ont retenu de leur expérience terrestre.

### Il y a une vie après la mort(2023)
Virginie Lefebvre dévoile le 12 octobre 2023 son 3e livre Il y a une vie après la mort aux éditions Michel Lafon. Elle explore le monde de l'Au-delà, mettant en lumière les âmes qui y persistent malgré leur incapacité ou leur refus de le rejoindre. Elle relate des récits captivants, notamment celui d'une défunte épouse hantant sa maison et troublant les femmes qui la visitent, ainsi que l'ensorcellement d'un nouvel occupant par l'ancien propriétaire décédé d'une vieille ferme, nécessitant un exorcisme auquel le lecteur est convié à assister. L'ouvrage insiste sur l'importance d'un accompagnement apaisé en fin de vie, car le voyage vers l'au-delà ne se clôt pas dans la tombe, les âmes se dispersant après les funérailles. Il encourage également les lecteurs à prier pour leurs défunts, soulignant que ces âmes continuent de veiller sur eux et les protéger, demeurant présentes dans leur existence,.

## Publications
- 2018 : Vivianne Perret, Virginie Lefebvre, De flic à médium, Éditions Michel Lafon
- 2022 : Virginie Lefebvre, Les Secrets de l'âme, éditions Michel Lafon puis éditions Pocket
- 2023 : Virginie Lefebvre, Il y a une vie après la mort, éditions Michel Lafon